# Liga Leumit 1962-1963
La Liga Leumit 1962-1963 è stata la 23ª edizione della massima serie del campionato israeliano di calcio.
Presero parte al torneo 12 squadre, che si affrontarono in un girone all'italiana con partite di andata e ritorno. Per ogni vittoria si assegnavano due punti e per il pareggio un punto.
L'ultima classificata sarebbe stata retrocessa in Liga Alef, mentre da quest'ultima, in vista dell'allargamento a 14 squadre deciso dall'IFA, sarebbero state promosse le prime tre classificate.
L'Hapoel Petah Tiqwa vinse il titolo per la quinta volta consecutiva (la sesta in assoluto), stabilendo un record ancora oggi imbattuto.
Capocannoniere del torneo fu Zharia Ratzabi, dell'Hapoel Petah Tiqwa, con 12 goal (numero più basso di sempre realizzato da un miglior marcatore stagionale nella storia della massima serie del campionato israeliano).
Durante la stagione, sorsero sospetti di combine nella partita tra Maccabi Petah Tiqwa e Maccabi Giaffa, terminata 3-1. L'inchiesta federale si concluse, inizialmente, con l'accertamento dell'illecito accordo tra le due società, entrambe le quali furono sanzionate dall'IFA con la sconfitta a tavolino, mentre il punteggio venne stabilito in uno 0-0.
La sanzione fu poi decisiva per determinare la squadra da relegare in Liga Alef, in quanto il Maccabi Petah Tiqwa, con due punti in meno, giunse all'ultimo posto a pari merito con l'Hapoel Haifa, ma con una peggiore differenza reti, venendo retrocesso.
Il Maccabi Petah Tiqwa presentò, comunque, reclamo contro la suddetta decisione, il quale, prima dell'inizio della stagione seguente, fu accolto dall'organo federale di appello. Conseguentemente, l'IFA riammise il Maccabi in Liga Leumit, che nel 1963-1964 sarebbe stata disputata da 15 squadre.

## Squadre partecipanti
| Club                | Città       |
| ------------------- | ----------- |
| Bnei Yehuda         | Tel Aviv    |
| Hakoah Ramat Gan    | Ramat Gan   |
| Hapoel Gerusalemme  | Gerusalemme |
| Hapoel Haifa        | Haifa       |
| Hapoel Petah Tiqwa  | Petah Tiqwa |
| Hapoel Tel Aviv     | Tel Aviv    |
| Hapoel Tiberiade    | Tiberiade   |
| Maccabi Giaffa      | Giaffa      |
| Maccabi Haifa       | Haifa       |
| Maccabi Petah Tiqwa | Petah Tiqwa |
| Maccabi Tel Aviv    | Tel Aviv    |
| Shimshon Tel Aviv   | Tel Aviv    |

## Classifica finale
|                     | Pos. | Squadra             | Pt | G  | V  | N | P  | GF | GS | DR  |
| ------------------- | ---- | ------------------- | -- | -- | -- | - | -- | -- | -- | --- |
| Campione di Israele | 1.   | Hapoel Petah Tiqwa  | 32 | 22 | 13 | 6 | 3  | 38 | 17 | +21 |
|                     | 2.   | Hapoel Tel Aviv     | 27 | 22 | 9  | 9 | 4  | 31 | 16 | +15 |
|                     | 3.   | Maccabi Giaffa      | 24 | 22 | 10 | 4 | 8  | 35 | 24 | +11 |
|                     | 4.   | Shimshon Tel Aviv   | 24 | 22 | 9  | 6 | 7  | 32 | 33 | -1  |
|                     | 5.   | Bnei Yehuda         | 22 | 22 | 9  | 4 | 9  | 30 | 33 | -3  |
|                     | 6.   | Hapoel Gerusalemme  | 21 | 22 | 9  | 3 | 10 | 21 | 24 | -3  |
|                     | 7.   | Maccabi Tel Aviv    | 21 | 22 | 7  | 7 | 8  | 22 | 26 | -4  |
|                     | 8.   | Hapoel Tiberiade    | 20 | 22 | 8  | 4 | 10 | 26 | 29 | -3  |
|                     | 9.   | Maccabi Haifa       | 19 | 22 | 7  | 5 | 10 | 36 | 41 | -5  |
|                     | 10.  | Hakoah Ramat Gan    | 18 | 22 | 5  | 8 | 9  | 20 | 31 | -11 |
|                     | 11.  | Hapoel Haifa        | 17 | 22 | 6  | 5 | 11 | 20 | 26 | -6  |
|                     | 12.  | Maccabi Petah Tiqwa | 17 | 22 | 6  | 5 | 11 | 19 | 30 | -11 |

## Verdetti
- Hapoel Petah Tiqwa campione di Israele 1962-1963
- Maccabi Petah Tiqwa retrocesso in Liga Alef 1962-1963[1]
- Hapoel Ramat Gan, Hapoel Lod e Maccabi Shearaim promossi in Liga Leumit 1963-1964